# Выступление Дональда Трампа на совместном заседании Конгресса (2025)
Выступление Дональда Трампа на совместном заседании Конгресса состоялось 4 марта 2025 года. Речь была произнесена перед 119-м Конгрессом США в зале заседаний Палаты представителей в Капитолии. Совместным заседанием Конгресса председательствовал спикер Палаты представителей Майк Джонсон и вице-президент Джей Ди Вэнс (в качестве председателя Сената).

## Предыстория
25 января 2025 года спикер Палаты представителей Майк Джонсон пригласил президента Дональда Трампа выступить на совместном заседании Конгресса 4 марта, попросив его поделиться своим видением будущего американского законодательства, основанного на принципе «Америка превыше всего».
Президент Трамп выступил с речью на 44-й день своего второго президентства на фоне масштабного сокращения персонала и расходов федеральных ведомств, инициированного Департаментом эффективности правительства и торговых войн с Канадой, Мексикой и Китаем. Речь Трампа состоялась через несколько дней после напряжённой встречи в Белом доме с президентом Украины Владимиром Зеленским, которая привела к ухудшению отношений между странами и приостановке военной помощи Украине.
Накануне выступления на совместном заседании Конгресса Трамп сообщил в своей социальной сети Truth Social, что предстоящая речь будет «грандиозной», и пообещал «рассказать всё как есть».

## Выступление
Дональд Трамп начал свою речь словами, что «Америка вернулась». Он заявил, что за 43 дня добился большего, чем большинство президентских администраций за весь срок правления. По его словам, лучше него был только первый президент Джордж Вашингтон, с которым он «не хотел бы конкурировать». Трамп заявил, что сразу после вступления в должность заморозил федеральный найм, новые постановления и иностранную помощь. Он отменил экологические инициативы президента Байдена, которые назвал «зелёной аферой», вышел из Парижского соглашения, ВОЗ и Совета ООН по правам человека. Президент объявил о прекращении существования «оружейного правительства», преследовавшего политических оппонентов, и заявил, что вернул свободу слова.
По словам Трампа, он положил конец политикам «разнообразия, равенства и инклюзивности» в федеральном правительстве, бизнесе и вооружённых силах. Трамп подчеркнул, что людей следует нанимать по заслугам, а не по расе или полу, и поблагодарил Верховный суд за поддержку. Трамп сообщил об отмене преподавания критической расовой теории в школах. Говоря о подписании указа о запрете участия мужчин в женских видах спорта, Трамп упомянул историю школьной спортсменки Пэйтон Макнабб, чья карьера закончилась после травмы, полученной в игре против трансгендерного соперника. Он также привёл примеры из женского бокса, тяжёлой атлетики, плавания и велоспорта, где трансгендерные женщины доминировали над биологическими женщинами. Трамп назвал это унизительным и пообещал, что такая практика больше «не будет терпеться» в США.
Трамп раскритиковал экономическую политику предыдущей администрации, которая, по его словам, привела к инфляции, росту цен на энергоносители и продукты, сделав предметы первой необходимости недоступными для миллионов американцев. Трамп сообщил, что его администрация работает над крупнейшим газопроводом в Аляске, который привлечёт инвестиции от Южной Кореи, Японии и других стран «на триллионы долларов». Он подчеркнул, что проект готов к запуску, и в конце недели примет «исторические меры» по расширению производства критически важных минералов в США.
Трамп поблагодарил главу Департамента эффективности правительства Илона Маска, которая, по его словам, призвана положить конец расточительству налогоплательщиков. Президент раскритиковал расходы администрации Байдена, приведя в пример траты правительства на жильё и автомобили для мигрантов, стипендии по вопросам разнообразия в Мьянме, продвижение ЛГБТ в Лесото, поддержку коренных народов и афроколумбийцев, а также на создание трасгендерных мышей. Трамп сказал, что в его администрации были обнаружены и прекращены «сотни миллиардов долларов мошенничества», благодаря группе «очень умных, в основном молодых людей во главе с Илоном Маском», и подчеркнул важность их работы.
Особое внимание Трамп уделил иммиграционной политике. Одним из первых указов республиканец ввёл чрезвычайное положение на границе с Мексикой и начал «великое освобождение Америки» от нелегальной миграции. Он заявил, что мигранты «услышали мои слова и решили не приходить». Также Трамп напомнил о планах ввести «золотую карту» за $5 млн для инвесторов, желающих получить гражданство США, назвав её улучшенной версией грин-карты и средством сокращения государственного долга. Трамп заявил, что в ответ на политику открытых границ администрации Байдена, которая «позволяла преступникам и опасным личностям въезжать в страну», его администрация будет привлекать «трудолюбивых людей, которые создадут рабочие места» и «помогут сократить долг». Трамп рассказал истории двух женщин, чьи дочери стали жертвами преступлений, совершённых нелегальными иммигрантами. Он упомянул Лейкен Райли, студентку-медсестру, которая была убита преступником, нелегально пересёкшим границу. Затем президент рассказал о трагедии 12-летней Джоселины Нунгарай, которая была похищена и убита двумя нелегальными иммигрантами из Венесуэлы, выпущенными в США при администрации Байдена. Трамп выразил соболезнования семьям погибших девушек и пообещал, что смерти Райли и Нунгарай не останутся забытыми, подчеркнув, что их память будет сохранена. Трамп также поблагодарил Роберто Ортиса, агента пограничного патруля, за его мужество в борьбе с картелями на границе. В январе 2025 года Ортис и его напарник подверглись нападению вооружённых людей, и Ортис открыл ответный огонь, спасая жизнь своему коллеге. Трамп отметил, что картели контролируют территорию к югу от границы, что «представляет угрозу для национальной безопасности США». Он заявил, что Америка должна вести войну с картелями, и похвалил мексиканские власти за передачу лидеров картелей, однако подчеркнул, что Мексика и Канада должны предпринять больше усилий по остановке потока наркотиков, особенно фентанила.
Трамп раскритиковал федеральную бюрократию, которая, по его словам, подавляет свободы, увеличивает дефицит и сдерживает потенциал страны. Он отметил, что процесс получения одобрений, который должен был занимать 10 дней, растягивается на десятилетия, в то время как сотни тысяч служащих не появляются на работе. Трамп пообещал «вернуть власть от бюрократии к народу» и «восстановить настоящую демократию». Он также заявил, что все федеральные служащие, сопротивляющиеся переменам, будут немедленно отстранены от должности.
Трамп заявил, что планирует ввести жёсткий протекционизм, включающий активную добычу сырья, ответные пошлины на товары из стран, вводящих пошлины на товары из США, 25 %-ые пошлины на ввоз металлов для поддержки внутренней металлургии, налоговые льготы для внутреннего производства и обрабатывающей промышленности, релокацию производственных цепочек в США с общими инвестициями в 2 трлн долларов и высокие пошлины на импорт товаров, произведённых за пределами США.
Трамп, выступая перед Конгрессом, подтвердил свои планы по включению Гренландии в состав США и возвращению Панамского канала. Он заявил о планах крупной американской компании купить все порты вокруг канала, подчеркнув историческое значение канала для США. Работу по возвращению Панамского канала Трамп возложил на госсекретаря Марко Рубио. Что касается Гренландии, Трамп заявил о стремлении сделать её новым штатом США, обещая жителям Гренландии больше денег и возможностей.
Трамп выразил стремление положить конец войне на Украине, заявив, что этот конфликт «бесконечен», и, несмотря на «сотни миллиардов» долларов помощи, США «ничего не добились». Он вновь указал на то, что Европа тратит на поддержку Украины значительно меньше США (350 млрд против 100 млрд). Трамп сообщил, что получил письмо от президента Украины Владимира Зеленского о готовности к переговорам и соглашению по редкоземельным металлам, а также отметил, что Россия тоже высказалась за мир. Он призвал к переговорам и прекращению «бессмысленной войны». Ожидалось, что Трамп объявит об остановке помощи Украине, но этого не произошло.
Трамп также почтил память Кори Комператора, убитого на предвыборном митинге в Пенсильвании, где был ранен Трамп. Вдова Комператора, Хелен, и её две дочери Эллисон и Кейли сидели в ложе первой леди Мелании Трамп. Президент добавил, что «Бог спас меня, чтобы сделать Америку снова великой».
Завершая свою речь, Трамп подчеркнул, что «наши предки преодолели огромный океан, покорили дикие земли и построили великую нацию». Он выразил уверенность, что США «построят самую свободную, передовую и динамичную цивилизацию в истории, покорят научные рубежи и отправятся в космос, водрузив американский флаг на Марсе». Трамп призвал готовиться к «величайшему будущему, потому что золотой век Америки только начинается».
Речь Дональда Трампа длилась 1 час 40 минут (включая паузы для аплодисментов, оваций и других реакций), что сделало её самым продолжительным выступлением президента на совместном заседании Конгресса как минимум с 1964 года.

## Ответ оппозиции

### Демократическая партия
Сенатор Элисса Слоткин выступит с ответом от Демократической партии.

### Партия рабочих семей
Конгрессмен Латифа Саймон выступит с ответом от Партии рабочих семей.  

## Протест
Члены Демократической партии рассматривали различные способы выражения протеста против политики администрации Трампа во время совместного заседания Конгресса, стремясь сорвать выступление президента. Среди предложенных реквизитов были антитрамповские плакаты, яйца и пустые лотки из-под яиц (как символ роста цен), карманные Конституции (намекающие на предполагаемые нарушения Основного закона), хлопушки и красные карточки. Лидер меньшинства в Палате представителей Хаким Джеффрис призвал однопартийцев к «сильному, решительному и достойному присутствию» в зале заседаний, допуская бойкот отдельными членами.
В самом начале выступления Трампа спикеру Палаты представителей Майку Джонсону пришлось прервать речь президента, чтобы попросить охрану вывести из зала конгрессмена-демократа Эла Грина, который скандировал, что у Трампа «нет мандата» на руководство страной. Другие демократы также выражали свое несогласие с республиканцем при помощи табличек «Ложь», «Маск крадёт», «Спасите Medicaid» и «Нет королю». Представитель Мелани Стэнсбери держала табличку с надписью «Это ненормально», когда Трамп проходил мимо неё по проходу к трибуне. Во время выступления Трампа в Конгрессе представитель Техаса Жасмин Крокетт и другие конгрессмены, выражая протест, отвернулись от него, демонстрируя надписи «Сопротивляйтесь» и «Здесь не живут короли» на своих чёрных футболках, а затем демонстративно покинули зал заседания. Некоторые конгрессмены закрывали лицо руками или смотрели в телефоны. Когда Трамп начал говорить о внешней политике, сенатор Джефф Мёркли поднял украинский флаг.
Трамп, в свою очередь, раскритиковал действия демократов, добавив, что «мог бы найти лекарство от самой разрушительной болезни», но «сидящие здесь не будут хлопать, не будут стоять и не будут ликовать».